# Paul Dummett
Paul Dummett, född 26 september 1991, är en walesisk fotbollsspelare. Han har även representerat Wales landslag.
Dummett debuterade för Wales landslag den 6 juni 2014 i en 2–0-förlust mot Nederländerna, där han byttes in i den 83:e minuten mot Neil Taylor.